# Presshaus Rosenegg

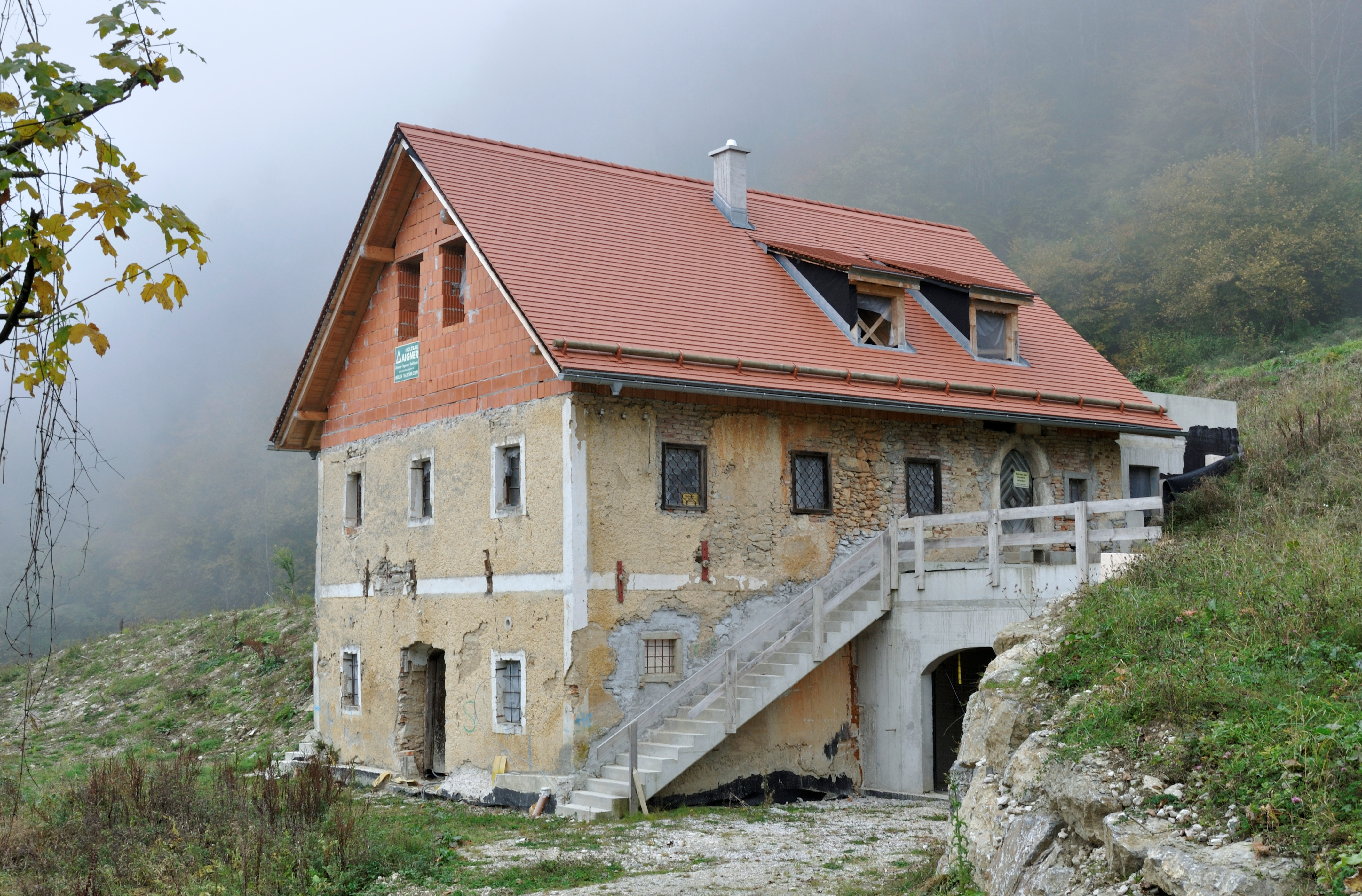
Ehemaliges Presshaus Rosenegg

Das Presshaus Rosenegg in der Marktgemeinde Molln in Oberösterreich wurde früher für die Obstpresse genutzt. Das Haus an der Adresse Breitenau Nr. 73 (früher Breitenau Nr. 35) steht unter Denkmalschutz (Listeneintrag).

## Lage
Das ehemalige Presshaus Rosenegg liegt am südlichen Abhang des Roßbergs (Gipfelhöhe 876 Meter).

## Bezeichnung
Die Namen Rosenegg, Roßberg, Roßbach und Roß leiten sich wahrscheinlich vom Personennamen Razzo (Rasso) ab, einer Kurzform des bairisch-althochdeutschen Namens Ratpoto. Der später nicht mehr verstandene Personenname wäre dann also volksetymologisch als Rose (Blume) oder Roß (Pferd) umgedeutet worden.

## Geschichte
Im Jahr 1270 wurde das Roseneggergut im Landesfürstlichen Urbar als „Raznekke“ erstmals schriftlich erwähnt.
Im Jahr 1911 ging das Gut, das aus mehreren selbständigen Gebäuden bestand, an das Herzogtum ob der Enns über und hieß dann Landesgut Rosenegg.
Seit 1973 gehört das Haus den Österreichischen Bundesforsten.
1978 wurde das repräsentative Wohngebäude abgebrochen, danach auch die Nebengebäude mit Ausnahme des Presshauses.

## Beschreibung
Das ehemalige Wirtschaftsgebäude besitzt ein Satteldach und verfügt über fünf Achsen traufseitig und drei Fensterachsen giebelseitig. 